# Hyles svetlana
Hyles svetlana ist ein Schmetterling (Nachtfalter) aus der Familie der Schwärmer (Sphingidae).

## Merkmale

### Falter
Die Falter haben eine Flügelspannweite von 55 bis 65 Millimetern. Ihre Vorderflügel tragen innerhalb des blassen Medianstreifens einen großen Diskalfleck. Dieser ist weniger ausgedehnt als bei Hyles centralasiae und kann auch komplett fehlen. Der mittige, rosa gefärbte Bereich auf den Hinterflügeln kann stark oder auch sehr schwach ausgeprägt sein. Die schwarze oder dunkel olivgrüne Postdiskalbinde auf den Hinterflügeln ist schmaler. Bei manchen Individuen ist ein deutlicher rosafarbener Schimmer auf beiden Flügeln und dem Körper erkennbar. Die Fühler sind bei beiden Geschlechtern an der Spitze verdickt und bei den Weibchen etwas mehr keulenförmig. Die Labialpalpen sind gleichmäßig beschuppt und verdecken die Basis des Saugrüssels. Der Hinterleib verjüngt sich zur Spitze kegelförmig und trägt am Rücken kräftige Dornen, die in der Regel in zwei schrägen Reihen angeordnet sind. Das erste Segment der Tarsen der Vorderbeine ist kürzer als bei Hyles euphorbiae und trägt weniger, dafür längere Dorne. Die Genitalien der Männchen sind denen der übrigen Hyles-Arten ähnlich. Uncus und Gnathos sind schnabelförmig und schmal. Die Valven sind breit birnenförmig. Der Sacculus endet in einem einfachen, dünnen, schmaler werdenden Fortsatz. Der Phallus ist röhrenförmig und trägt an der Spitze einen deutlichen, gezähnten und gekrümmten Sporn.
Hyles svetlana ist kleiner als Hyles centralasiae, die beiden Arten überschneiden sich jedoch. Bei Hyles svetlana überwiegen Olivtöne in der Färbung, bei Hyles centralasiae ist die Färbung heller und es überwiegen Beigetöne. Die Hinterflügel von Hyles svetlana haben eine deutlicher abgegrenzte, breite, schwarze Submarginalbinde. Die Unterseite der Hinterflügel sind rosafarben, bei Hyles centralasiae sind sie cremefarben, oder selten nur leicht rosa. Von Hyles siehei kann man die Art ebenfalls dadurch unterscheiden, dass sie kleiner ist, dass die Vorderflügel einen deutlich erkennbaren Postdiskalfleck tragen, der hellere Medianstreifen auf den Vorderflügeln immer deutlich abgegrenzt ist und nicht mit dem dunklen Bereich am Flügelrand verschwimmt und die Hinterflügel wiederum eine deutlicher abgegrenzte, breite, schwarze Submarginalbinde haben.

### Ei
Die kleinen, nahezu kugeligen Eier haben einen Durchmesser von 1,2 Millimetern und sind blassgrün.

### Raupe
Die Raupen werden 65 bis 70 Millimeter lang. Sie sind anfangs 2,5 Millimeter lang und blass rosa. Kopf, Beine, Thoraxschild und das Analhorn sind schwärzlich braun. Das Analhorn ist kurz und nach oben gerichtet. Am Körper befinden sich Reihen mit ebenso gefärbten Setae. Der Kopf und die Thoraxsegmente haben einen rosafarbenen Stich. Im zweiten Stadium ist die Körpergrundfarbe weiterhin blass rosa und entspricht der Blütenfarbe ihrer Nahrungspflanzen. Eine weißliche dorso-laterale Linie mit Ansätzen von Augenflecken ist ausgebildet. Außerdem kann man eine sehr zarte orange Längslinie auf der Mitte des Rückens erkennen. Im dritten Stadium ist die Färbung ähnlich wie zuvor, die Grundfarbe kann jedoch variieren und auch grünlich oliv sein. Die dorso-laterale Linie ist deutlicher ausgebildet, die Augenflecke sind rein weiß und eine weißlich rosafarbene ventro-laterale Längslinie kommt hinzu. Der Kopf, der Nachschieber und das Analhorn sind schwarz, die Rückenlinie ist blass orange. Im vierten Stadium ist die Grundfarbe grünlich oliv mit verstreuten weißen, häufig dunkel geringten Punkten. Der Kopf, die Beine, das Analhorn und das Thoraxschild sind schwarz. Ausgewachsene Raupen sind ebenso gefärbt, haben aber eine helle, gelbe Rückenlinie. Auf den Seiten des Körpers sind die dorso-lateralen Augenflecken groß, weiß oder gelb und  schwarz geringt. Das Analhorn, die Beine und der Nachschieber sind weiterhin schwarz. Die schwarz geringten Stigmen sind gelb.

## Puppe
Die Puppe ist 37 bis 42 Millimeter lang. Sie ist blass grünlich braun und hat eine halb durchscheinende Haut. Der Saugrüssel ist mit dem Körper verwachsen und tritt nach vorne nicht hervor. Der Kremaster ist groß und ventral gekrümmt.

## Vorkommen
Die Art ist im Flachland des südlichen Kasachstan von den Küsten des Kaspischen Meeres bis zur chinesischen Grenze, dem Süden Usbekistans und dem Norden Turkmenistans verbreitet.
Die Tiere sind auf die Halbwüsten im Flachland beschränkt, wo Steppenkerzen (Eremurus) wachsen. Dies unterscheidet die Art ebenfalls von Hyles centralasiae, die bis in hohe Berglagen zu finden ist. Hyles svetlana wurde hingegen maximal in 250 Metern Seehöhe gefangen.

## Lebensweise
Die Falter fliegen in einer Generation von Ende April bis Ende Mai, wobei die Hauptflugzeit Mitte Mai ist. Die Weibchen legen ihre Eier direkt an den Knospen oder an den Stängel nahe am Boden auf den Raupennahrungspflanzen ab. Die Raupen findet man vor allem im Mai und Anfang Juni, wobei die gesamte Entwicklung zwischen Ei und Puppe in nur 9 bis 11 Tagen abgeschlossen ist. Die Raupen ernähren sich zumindest in Turkmenistan von Steppenkerzen, insbesondere von Eremurus sogriganus, Eremurus inderiensis und Eremurus ambigens, aber vermutlich auch von anderen Arten der Gattung.
Frisch geschlüpfte Raupen fressen bevorzugt die Pollensäcke und sitzen häufig auf den Blüten. Mit zunehmender Größe wird die gesamte Blüte, einschließlich der noch nicht reifen Samenanlage gefressen. Ältere Raupen fressen offen auf den hohen Blüten sitzend. Parasitoide, die die Art befallen, sind nicht bekannt. Die Verpuppung erfolgt in einem locker gesponnenen, netzartigen Kokon zwischen Pflanzenteilen am Erdboden. Die Puppe überwintert, wobei sie häufig mehrere Jahre überliegen kann, bis der Falter schlüpft.

## Taxonomie und Systematik
Die Falter haben Ähnlichkeit mit Hyles centralasiae, eine mtDNA-Untersuchung zeigte jedoch, dass das Taxon mit Hyles siehei nächstverwandt ist. Diese Art ist damit wiederum ausreichend sicher genetisch von Hyles centralasiae entfernt. Hyles svetlana wurde Shovkoon 2010 ursprünglich lediglich als Unterart von Hyles siehei beschrieben, wurde jedoch von De Freina & Geck (2014) in den Artrang erhoben.

## Belege